# Lorna Luft
Lorna Luft (Santa Mónica, California; 21 de noviembre de 1952) es una actriz y cantante estadounidense, hija de la también actriz Judy Garland y el productor Sidney Luft y hermana por parte de madre de Liza Minnelli.

## Primeros años
Luft nació en 1952 en el Centro de Salud Providence Saint John en Santa Mónica, California, de padres Judy Garland y su tercer esposo, Sidney Luft. Asistió a la Escuela Preparatoria University en Los Ángeles durante su último año y fue miembro del coro de la escuela. Estudió teatro en HB Studio en la ciudad de Nueva York.

## Carrera

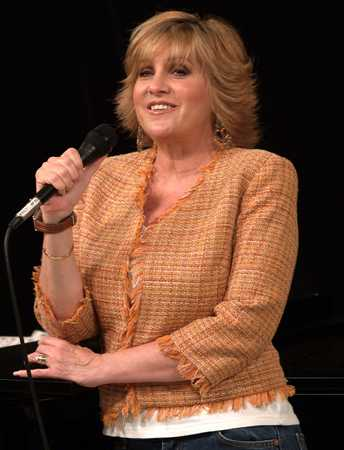
Lorna Luft

Actuó en la película Grease 2 (1982) interpretando el personaje de Paulette Rebchuck. Al año siguiente, en el musical Snoopy! The Musical, una secuela de You're a Good Man, Charlie Brown (1967). En junio de 2006 interpretó en el Carnegie Hall de Nueva York la canción After You've Gone junto a Rufus Wainwright.